# Adeloneivaia catharina
Adeloneivaia catharina är en fjärilsart som beskrevs av Eugène Louis Bouvier 1927. Adeloneivaia catharina ingår i släktet Adeloneivaia och familjen påfågelsspinnare. Inga underarter finns listade i Catalogue of Life.